# Lobophytum varium
Lobophytum varium is een zachte koraalsoort uit de familie Alcyoniidae. De koraalsoort komt uit het geslacht Lobophytum. Lobophytum varium werd in 1970 voor het eerst wetenschappelijk beschreven door Tixier-Durivault. 